# Silvatares thrymmifer
Silvatares thrymmifer is een schietmot uit de familie Pisuliidae. De soort komt voor in het Afrotropisch gebied.